# Shauna Grant
Shauna Grant (Bellflower, 30 maggio 1963 – Palm Springs, 23 marzo 1984) è stata un'attrice pornografica statunitense.

## Biografia
Nata in California, è cresciuta a Farmington, in Minnesota.
Nel 1982, dopo aver tentato il suicidio l'anno precedente, scappa di casa e va a Los Angeles. Dopo aver risposto a un annuncio di lavoro, inizia a fare la modella softcore. Posa per riviste del settore pornografico come Club, Chic, Hustler e Swank.
Dopo l'incontro con il produttore Bobby Hollander, si dedica ai film per adulti, prendendo parte a circa 30 film nei primi anni '80.
Morì suicida tramite arma da fuoco nel marzo 1984 all'età di venti anni.
Nel 1999 viene inserita nella XRCO Hall of Fame.

## Riconoscimenti
- XRCO Awards
  - 1999 - Hall of Fame[1]